# Christia paniculata
Christia paniculata är en ärtväxtart som först beskrevs av George Bentham, och fick sitt nu gällande namn av Krishnamurthy Thothathri. Christia paniculata ingår i släktet Christia och familjen ärtväxter. Inga underarter finns listade i Catalogue of Life.